# Get Loose Tour
Get Loose Tour è il terzo tour di concerti della cantante canadese Nelly Furtado, in supporto del suo terzo album, Loose.
Il concerto presso l'Air Canada Centre di Toronto del 4 aprile 2007 è stato filmato per il CD/DVD dal vivo del tour dal titolo Loose: The Concert, pubblicato il 4 dicembre 2007.

## Lo spettacolo
Il concerto coinvolgeva un gruppo di 4 ballerini e una band di 6 musicisti; 4 gli abiti indossati da Nelly Furtado durante ogni esibizione, con un cambio d'abito dopo Do It, uno dopo All Good Things (Come to an End) e uno per l'encore.
Durante le tappe europee e canadesi, la canzone di apertura è stata Afraid, mentre il titolo di Say It Right è apparso su un elicottero sul grande schermo, come nel video.
Il rapper canadese Saukrates interpretava le parti originariamente di Timbaland in alcuni brani.

## Artisti di apertura
Europa
- Unklejam
- Reamonn
- Saukrates
- Jasmine Baird

Canada
- Jon Levine Band
- Saukrates

Stati Uniti
- Kenna
- Saukrates

## Scaletta del concerto

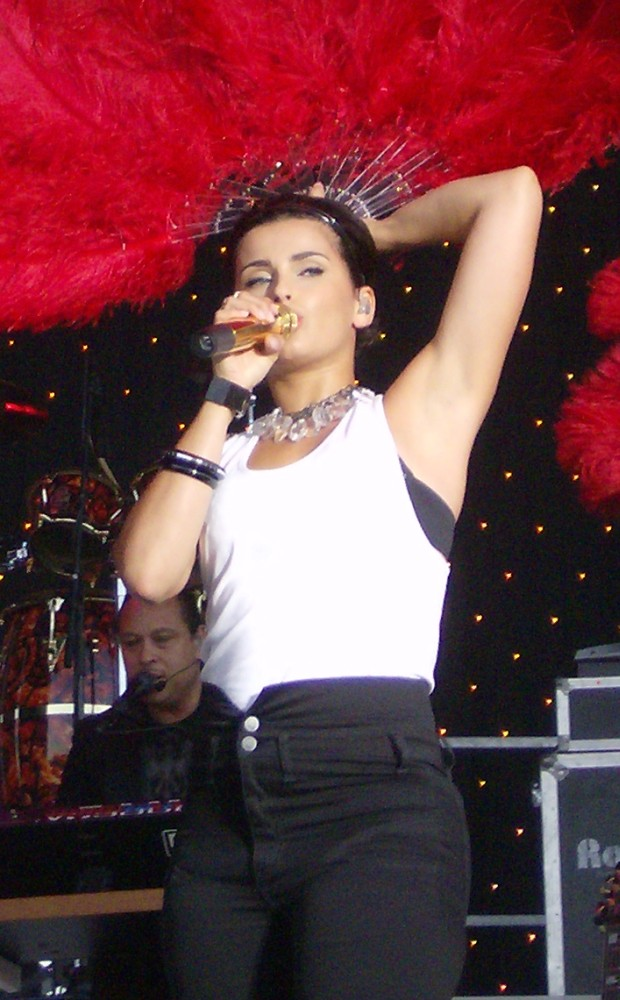
Nelly Furtado in concerto ad Amsterdam

1. Afraid
2. Say It Right
3. Turn Off the Light
4. Powerless (Say What You Want)
5. Do It / Wait for You
6. Showtime
7. Crazy (cover di Gnarls Barkley)
8. In God's Hands
9. Try
10. All Good Things (Come to an End)
11. Give It to Me
12. I'm Like a Bird
13. Glow / Heart of Glass
14. Força
15. Promiscuous
16. Party / No hay igual
17. Maneater

## Date del tour
| Data             | Città                | Paese       | Luogo                            |              |
| ---------------- | -------------------- | ----------- | -------------------------------- | ------------ |
| Data             | Città                | Paese       | Luogo                            | Nord America |
| 17 ottobre 2006  | Città del Messico    | Messico     | Salón 21                         |              |
| 2 dicembre 2006  | Indianapolis         | Stati Uniti | Pepsi Coliseum                   |              |
| 7 dicembre 2006  | Anaheim              | Stati Uniti | Honda Center                     |              |
| 9 dicembre 2006  | Sacramento           | Stati Uniti | ARCO Arena                       |              |
| 10 dicembre 2006 | Tacoma               | Stati Uniti | Tacoma Dome                      |              |
| 13 dicembre 2006 | Camden               | Stati Uniti | Tweeter Center at the Waterfront |              |
| 15 dicembre2 006 | New York             | Stati Uniti | Madison Square Garden            |              |
| 16 dicembre 2006 | Sunrise              | Stati Uniti | BankAtlantic Center              |              |
| Europa           |                      |             |                                  |              |
| 16 febbraio 2007 | Manchester           | Regno Unito | Manchester Evening News Arena    |              |
| 17 febbraio 2007 | Glasgow              | Regno Unito | Clyde Auditorium                 |              |
| 18 febbraio 2007 | Nottingham           | Regno Unito | Nottingham Arena                 |              |
| 20 febbraio 2007 | Birmingham           | Regno Unito | National Exhibition Centre       |              |
| 21 febbraio 2007 | Londra               | Regno Unito | Hammersmith Apollo               |              |
| 24 febbraio 2007 | Parigi               | Francia     | Olympia de Paris                 |              |
| 25 febbraio 2007 | Düsseldorf           | Germania    | Philips Halle                    |              |
| 26 febbraio 2007 | Bruxelles            | Belgio      | Forest National                  |              |
| 28 febbraio 2007 | Milano               | Italia      | Alcatraz                         |              |
| 3 marzo 2007     | Winterthur           | Svizzera    | Eishalle                         |              |
| 5 marzo 2007     | Stoccarda            | Germania    | Porsche Arena                    |              |
| 6 marzo 2007     | Monaco di Baviera    | Germania    | Olympiahalle                     |              |
| 7 marzo 2007     | Vienna               | Austria     | Gasometer                        |              |
| 8 marzo 2007     | Lipsia               | Germania    | Leipzig Arena                    |              |
| 10 marzo 2007    | Francoforte sul Meno | Germania    | Jahrhunderthalle                 |              |
| 11 marzo 2007    | Amburgo              | Germania    | Alsterdorfer Sporthalle          |              |
| 12 marzo 2007    | Berlino              | Germania    | Arena In Treptow                 |              |
| 13 marzo 2007    | Amsterdam            | Paesi Bassi | Heineken Music Hall              |              |
| 15 marzo 2007    | Amsterdam            | Paesi Bassi | Heineken Music Hall              |              |
| 16 marzo 2007    | Copenaghen           | Danimarca   | Valby Hallen                     |              |
| 17 marzo 2007    | Stoccolma            | Svezia      | Hovet                            |              |
| Nord America     |                      |             |                                  |              |
| 21 marzo 2007    | Victoria             | Canada      | Save-On-Foods Memorial Centre    |              |
| 22 marzo 2007    | Vancouver            | Canada      | General Motors Place             |              |
| 23 marzo 2007    | Kelowna              | Canada      | Prospera Place                   |              |
| 25 marzo 2007    | Grande Prairie       | Canada      | Crystal Centre                   |              |
| 26 marzo 2007    | Edmonton             | Canada      | Shaw Conference Centre           |              |
| 27 marzo 2007    | Calgary              | Canada      | Pengrowth Saddledome             |              |
| 4 aprile 2007    | Toronto              | Canada      | Air Canada Centre                |              |
| 5 aprile 2007    | Montréal             | Canada      | Bell Centre                      |              |
| 6 aprile 2007    | Ottawa               | Canada      | Scotiabank Place                 |              |
| 30 maggio 2007   | Hollywood            | Stati Uniti | Hard Rock Hotel                  |              |
| 31 maggio 2007   | Orlando              | Stati Uniti | Hard Rock Café                   |              |
| 1º giugno 2007   | Atlanta              | Stati Uniti | Fox Theatre                      |              |
| 3 giugno 2007    | Portsmouth           | Stati Uniti | Ntelos Pavilion                  |              |
| 4 giugno 2007    | Philadelphia         | Stati Uniti | Liacouras Center                 |              |
| 5 giugno 2007    | Boston               | Stati Uniti | Agganis Arena                    |              |
| 7 giugno 2007    | New York             | Stati Uniti | Madison Square Garden            |              |
| 8 giugno 2007    | Fairfax              | Stati Uniti | Patriot Center                   |              |
| 9 giugno 2007    | Cleveland            | Stati Uniti | Time Warner Cable Amphitheater   |              |
| 11 giugno 2007   | Detroit              | Stati Uniti | Detroit Opera House              |              |
| 12 giugno 2007   | Rosemont             | Stati Uniti | Rosemont Theatre                 |              |
| 13 giugno 2007   | Saint Paul           | Stati Uniti | Xcel Energy Center               |              |
| 15 giugno 2007   | Denver               | Stati Uniti | Fillmore Auditorium              |              |
| 17 giugno 2007   | Grand Prairie        | Stati Uniti | Nokia Theatre                    |              |
| 19 giugno 2007   | Phoenix              | Stati Uniti | Dodge Theatre                    |              |
| 20 giugno 2007   | Los Angeles          | Stati Uniti | Greek Theatre                    |              |
| 21 giugno 2007   | Oakland              | Stati Uniti | Paramount Theater                |              |
| 23 giugno 2007   | Las Vegas            | Stati Uniti | Red Rock Casino                  |              |
| Europa           |                      |             |                                  |              |
| 14 luglio 2007   | Parigi               | Francia     | Champ de Mars                    |              |
| 27 luglio 2007   | Albufeira            | Portogallo  | Marina De Albufeira              |              |
| 28 luglio 2007   | Cantanhede           | Portogallo  | ExpoFACIC                        |              |
| Sud America      |                      |             |                                  |              |
| 23 febbraio 2008 | Viña del Mar         | Cile        | Anfiteatro de la Quinta Vergara  |              |
| Europa           |                      |             |                                  |              |
| 4 luglio 2008    | Amsterdam            | Paesi Bassi | Westerpark                       |              |
| 6 luglio 2008    | Bucarest             | Romania     | B'est Fest                       |              |
| 8 luglio 2008    | Monaco di Baviera    | Germania    | Reitstadion                      |              |
| 9 luglio 2008    | Wiesbaden            | Germania    | Bowling Green                    |              |
| 10 luglio 2008   | Dresda               | Germania    | Elbufer                          |              |
| 11 luglio 2008   | Poznań               | Polonia     | Malta Lake Summer Stage          |              |
| 13 luglio 2008   | Mosca                | Russia      | Olimpijskij                      |              |
| 15 luglio 2008   | Kiev                 | Ucraina     | MBZ                              |              |
|                  |                      |             |                                  |              |